# Multi-GPU
Multi-GPU ist der Sammelbegriff für verschiedene Techniken, mit denen der Rechenaufwand für die Darstellung von 3D-Computergrafik auf mehrere Grafikchips oder Grafikkarten aufgeteilt werden kann, sofern diese in der jeweiligen Computerkonfiguration vorhanden sind. Jeder Hersteller vermarktet seine Technik unter einer eigenen Bezeichnung:
| Hersteller     | Bezeichnung                     | Abkürzung |
| -------------- | ------------------------------- | --------- |
| 3dfx           | Scan Line Interleave            | SLI       |
| ATI            | Alternate Frame Rendering       | AFR       |
| AMD            | Crossfire                       | XFire     |
| ATI            | Multi-Rendering                 | AMR       |
| NVIDIA         | Scalable Link Interface         | SLI       |
| Metabyte       | Parallel Graphics Configuration |           |
| S3 Graphics    | MultiChrome                     |           |
| XGI Technology | BitFluent Protocol              |           |

Prinzipiell gibt es folgende Betriebsmodi für den Multi-GPU-Betrieb:
- Alternate Frame Rendering
- Split Frame Rendering
- SuperTiling